# 人間失格 (河村隆一のアルバム)
『人間失格』（にんげんしっかく）は2002年7月17日にリリースされた河村隆一の初のコンセプト・アルバム。2枚目のミニ・アルバム。

## 概要
自身初主演映画「ピカレスク 人間失格」の主題歌「Stop the time forever」が収録されている。長年親交のある棚橋和博はこのアルバムを「このアルバムは隆一の本領発揮というところだろうか。隆一は人間の影の部分、闇の部分を表現するのがうまい。」と評している。
「Stop the time forever」は河村にとっての「解放」をテーマに据えた楽曲であるという。映画は河村演じる太宰が死を告げていく形で終わるという非常に暗いものであるが「Stop the time forever」が映画のエンドロールで流れるとき、ストリングスとアコギで「太宰の解放」が歌われるとみている方も少しは救われるんじゃないか？という思いを込めている。（Cast vol.26）

## 収録曲
作詞・作曲：ЯK（特記以外）
| #         | タイトル                     | 作詞           | 作曲       | 編曲                 | 時間  |
| --------- | ---------------------------- | -------------- | ---------- | -------------------- | ----- |
| 1.        | 「So Deep」                  | ЯK             | ЯK         | 山口一久             | 4:23  |
| 2.        | 「かけがえのない人」         | ЯK             | ЯK         | ЯK・岡部啓一         | 4:10  |
| 3.        | 「愛欲のまなざし」           | ЯK             | ЯK         | ЯK・岡部啓一         | 4:27  |
| 4.        | 「古（いにしえ）の炎（ひ）」 | ЯK             | ЯK         | 土方隆行             | 4:40  |
| 5.        | 「liar's hymn」              | ЯK             | ЯK         | ЯK・岡部啓一         | 4:04  |
| 6.        | 「うたかた」                 | ЯK・吉田美智子 | 吉田美智子 | 山口一久             | 4:22  |
| 7.        | 「Stop the time forever」    | ЯK             | ЯK         | 大島ミチル・土方隆行 | 6:06  |
| 合計時間: | 合計時間:                    | 合計時間:      | 合計時間:  | 合計時間:            | 32:12 |